# Флаг Новоорского поссовета
Флаг Новоо́рского поссовета — официальный символ муниципального образования Новоорский поссовет Новоорского муниципального района Оренбургской области Российской Федерации.
Флаг учреждён 6 марта 2009 года и внесён в Государственный геральдический регистр Российской Федерации под номером 4827.
Флаг составлен на основе герба Новоорского поссовета по правилам и соответствующим традициям вексиллологии и отражает исторические, культурные, социально-экономические, национальные и иные местные традиции.

## Описание
«Прямоугольное полотнище с соотношением ширины к длине 2:3, диагонально разделённое на 4 части: красные — вверху и внизу и голубые — по сторонам, и воспроизводящее фигуры из герба поселения, выполненные белыми, серыми и жёлтыми цветами».

## Обоснование символики
Новоорский посёлок образован в 1835 году из солдат линейных батальонов и кантонистов (солдатские сыновья, с рождения числившиеся за военным ведомством), переведённых в казачье сословие в 1836 году. Основной фигурой флага являются шашки — символ казачества.
На территории администрации муниципального образования «Новоорский поссовет» расположено четыре населённых пункта, которые на флаге поселения символически представлены четырьмя частями полотнища.
Остальные фигуры флага многозначны:
— солнце — аллегория того, что поселение расположено в восточной части Оренбуржья и первым из других поселений встречает новый день;
— подкова — символ счастья, удачи;
— орёл — символизирует силу, могущество, царственность; сидящий орёл символизирует бдительность и охрану.
Красный цвет — символ труда, красоты, радости и праздника.
Голубой цвет (лазурь) — символ возвышенных устремлений, искренности, преданности, возрождения.
Жёлтый цвет (золото) — символ высшей ценности, величия, великодушия, богатства.
Белый цвет (серебро) — символ чистоты, ясности, открытости, божественной мудрости, примирения.